# なかさと清津スキー場
なかさと清津スキー場（なかさときよつスキーじょう）は、新潟県の十日町市市之越卯に位置するスキー場である。
2022-2023シーズンより、3年間の新型コロナウイルスの影響による来場者数の減少や設備の状況により、営業を休止している。2022-2023シーズンより前は、営業期間中の土日祝、年末年始のみの営業であった。
当初は上越国際清津スキー場と呼ばれ、上越国際スキー場と繋がる計画があった。

## 沿革
- 1982年（昭和57年） - 調査開始[4]。
- 1984年（昭和59年）4月 - リクリエーションの森に指定[4]。
- 1985年（昭和60年）7月 - 中里村と株式会社上越観光開発が出資する第三セクター「株式会社清津観光開発」設立[3][4]。
- 1988年（昭和63年）12月 - リフト1基、コース2本、レストラン1棟で上越国際清津スキー場としてオープン[4][5]。同時に総合保養地域整備法「マイ・ライフ・リゾート新潟」の重点整備地域に承認[4]。
- 1997年（平成9年）12月 - 拡張オープン[5]。
- 2000年（平成12年） - 上越観光開発が営業休止を表明したことを受け、中里清津スキー場の名称で営業[1]
- 2022年（令和4年） - 2022-2023シーズンより、3年間の新型コロナウイルスの影響による来場者数の減少や設備の状況によって、営業を休止することと、来シーズン以降の営業については、今後の状況等を見ながら判断することを発表[2]。
- 2023年（令和5年） - 昨年に続き2023-2024シーズンも営業休止することとなった。

## ゲレンデ構成
- 清津ブナ平コース
  - クワッドリフトをくぐっていくコース
  - コース上部からの眺めはバツグンで遠くには日本海も望める。
  - コースは、大体が緩斜面だが途中少しきつめの斜面がある。

- ブナ平林間コース

- 清津から松コース
  - コース幅は広め
  - 緩斜面と中斜面が混在しているがそこを過ぎるとフラットなコースになる。

- 清津白樺コース

## 索道設備

### 現役の索道設備
| 索道名                   | キロ程 | 支柱基数 | 高低差 | 速度 | 回転方向 | 種類                   | 搬器定員 | 索道メーカー | 建設年月日 | 備考                                         |
| ------------------------ | ------ | -------- | ------ | ---- | -------- | ---------------------- | -------- | ------------ | ---------- | -------------------------------------------- |
| 清津ブナ平クワッドリフト | 1505m  | 24基     | 不明   | 不明 | 時計回り | 単線自動循環式特殊索道 | 4人      | 日本ケーブル | 不明       | 正式名称は清津第３クワッドリフトと思われる。 |

### 退役した索道設備
| 索道名                       | キロ程 | 支柱基数 | 高低差 | 速度 | 回転方向 | 種類                   | 搬器定員 | 索道メーカー | 建設年月日 | 廃止年月日 | 備考         |
| ---------------------------- | ------ | -------- | ------ | ---- | -------- | ---------------------- | -------- | ------------ | ---------- | ---------- | ------------ |
| 清津から松ロマンスリフト     | 1067m  | 不明     | 不明   | 不明 | 不明     | 単線固定循環式特殊索道 | 2人      | 不明         | 不明       | 不明       | 正式名称不明 |
| 清津ファミリーロマンスリフト | 903m   | 不明     | 不明   | 不明 | 不明     | 単線固定循環式特殊索道 | 2人      | 不明         | 不明       | 不明       | 正式名称不明 |

## アクセス
公共交通
車
- 関越自動車道越後川口ICより38 km
- 関越自動車道塩沢石打ICより17 km